# مايكل سلوفيس
مايكل سلوفيس (بالإنجليزية: Michael Slovis)‏ هو مصوّرٌ سينمائيٌّ ومخرجٌ تلفزيونيٌّ أمريكي. يُعرف مايكل بعمله مخرجًا لعدّة حلقاتٍ من مسلسل اختلال ضال ومن الأفضل الاتصال بسول، وصراع العروش.

## الحياة الشخصية
يُقيم مايكل الآن في مدينة مونتكلير، نيوجيرسي [الإنجليزية] مع زوجته ماريا، ولديهما ثلاثة أبناء. تخرّج من مدرسة تيش العليا للفنون التابعة لجامعة نيويورك، ويحمل أيضًا شهادة بكالوريوس في الفنون الجميلة في تخصص التصوير الفوتوغرافي الاحترافي من معهد روشيستر للتكنولوجيا.

## الحياة المهنية
بدأ سلوفيس مسيرته المهنية في 1981، وعمل لعدّة سنوات مشغلًا للكاميرا. وفي 1995 بدأ العمل مصورًا سينمائيًّا على عدّة أفلام منها: فتاة الحفلات (1995)، وهالف باست ديد (2002)، وهالووين تاون ‏ (1998)، والسنة الثالثة عشر ‏ (1999), وريدي تو رن ‏ (2000). في سنة 2000، عمل مصورًا سينمائيًّا لمسلسل إد، وعمل أيضًا على مسلسل سي اس آي: التحقيق في موقع الجريمة، وأمستردام الجديدة، وفرينج، والآلام الملكية ‏، وروبيكون، ورننج وايلد ‏، واختلال ضال، ومن الأفضل الاتصال بسول. في 2006 فاز بجائزة الإيمي برايم تايم عن فئة الأداء السينمائي المبهر في مسلسل مدته ساعة لعمله في مسلسل سي اس آي.
في 2014، أخرج مايكل أوّل حلقتين من الموسم الخامس من مسلسل شبكة إتش بي أو صراع العروش. وفي 2017، أخرج 3 حلقاتٍ من الموسم الثاني من مسلسل شبكة إيه إم سي الواعظ.
في 2018، أخرج الحلقة الخامسة عشر من الموسم الثامن لمسلسل الموتى السائرون والتي حملت عنوان "Worth".

## وصلات خارجية
- مايكل سلوفيس على موقع IMDb (الإنجليزية)
- مايكل سلوفيس على موقع ألو سيني (الفرنسية)
- مايكل سلوفيس على موقع أول موفي (الإنجليزية)
- مايكل سلوفيس على موقع قاعدة بيانات الأفلام السويدية (السويدية)
- مايكل سلوفيس على موقع قاعدة بيانات الفيلم (الإنجليزية)
- مايكل سلوفيس على موقع كينوبويسك (الروسية)